# گومادینه، ایوانئیتسا
گومادینه (به صربی: Komadine) یک روستا در صربستان است که در ایوانئیتسا واقع شده‌است.
 گومادینه ۱۴٫۴۵ کیلومتر مربع مساحت و ۱۶۱ نفر جمعیت دارد.